# فیض ماتویر
فیض ماتویر (انگلیسی: Faiz Mattoir؛ زادهٔ ۱۲ ژوئیهٔ ۲۰۰۰) بازیکن فوتبال اهل اتحاد قمر است.
از باشگاه‌هایی که در آن بازی کرده‌است می‌توان به باشگاه فوتبال آژاکسیو اشاره کرد.
وی همچنین در تیم ملی فوتبال اتحاد قمر بازی کرده‌است.